# سندرم کم‌توانی ذهنی آلفا-تالاسمی
سندرم کم‌توانیِ ذهنیِ آلفا-تالاسمی (انگلیسی: Alpha-thalassemia mental retardation syndrome) یا به‌اختصار «ATRX» که با نام‌های دیگری همچون «سندرم ATR-X» و «سندرم عقب‌ماندگی ذهنی آلفا-تالاسمی وابسته به کروموزوم ایکس از نوع غیرحذفی» یک بیماری ژنتیکی است که در اثر جهش ژنی ایجاد می‌شود و با ژن ATRX در ارتباط است.
دختران مبتلا به این بیماری، هیچگونه علامت ظاهری و ذهنی ندارند و تنها، ممکن است تغییراتی در فرایند غیرفعال‌شدن یکی از کروموزوم‌های ایکس‌شان داشته باشند.
پسران هموزیگوتِ مبتلا به این بیماری، معمولاً دارای درجات متوسطی از کم‌توانی ذهنی و مشخصات ظاهری خاص نظیر ترکیب زمخت یا ناهنجار در چهره، میکروسفالی (اندازهٔ کوچک سر)، فاصلهٔ زیاد چشم‌ها از هم، پل بینی فرورفته، لب فوقانی قوسی‌شکل و خیمه‌مانند و لب پائینی برون‌سو هستند.
کم‌خونی خفیف تا متوسط و مرتبط با تالاسمی آلفا نیز بخشی از خصوصیات این بیماری است.